# Kanton Turriers
Kanton Turriers (fr. Canton de Turriers) je francouzský kanton v departementu Alpes-de-Haute-Provence v regionu Provence-Alpes-Côte d'Azur. Tvoří ho sedm obcí.

## Obce kantonu
- Bayons
- Bellaffaire
- Faucon-du-Caire
- Gigors
- Piégut
- Turriers
- Venterol